# Pierre Claude Charles Leboucher du Longchamp
Pour les articles homonymes, voir Louis Jean-Baptiste Boucher et Boucher.
Pierre Claude Charles Leboucher du Longchamp est un homme politique français né le 31 décembre 1758 à Argentan (Orne) et mort à une date inconnue.

## Biographie
Procureur syndic du district d'Argentan, il est député de l'Orne de 1791 à 1792.

## Sources
- « Pierre Claude Charles Leboucher du Longchamp », dans Adolphe Robert et Gaston Cougny, Dictionnaire des parlementaires français, Edgar Bourloton, 1889-1891 [détail de l’édition]